# Adriana Barbu
Adriana Barbu (născută Mustață, în trecut și Andreescu, n. 17 ianuarie 1961, Desa, România) este o fostă atletă română, alergătoare pe distanțe lungi, specializată în maraton.

## Biografie
A participat la Campionatul Mondial de Cros din 1983, sub numele Adriana Mustață, unde s-a clasat pe locul 5 cu echipa României (Fița Lovin, Doina Melinte, Maria Radu, Adriana Mustață). În același an și în 1984 a devenit campioană națională în proba de maraton. În 1987 românca a câștigat maratonul de la Amsterdam. În anul 1994 a câștigat maratonul de la Marrakech, stabilind un nou record personal cu un timp de 2:29:21. La Campionatul European din 1994 de la Helsinki a obținut medalia de bronz. A câștigat de trei ori maratonul de la Istanbul.
Maestră a sportului (1989) și Maestră Emerită a  Sportului. În 2004 ea a primit Medalia „Meritul Sportiv” clasa I.

## Realizări
| An   | Competiție                         | Locație                      | Loc | Eveniment   | Note    |
| ---- | ---------------------------------- | ---------------------------- | --- | ----------- | ------- |
| 1983 | Campionatul Mondial de Cros        | Gateshead, Marea Britanie    | 39  | 4,072 km    | 14:36   |
| 1983 | Campionatul Mondial de Cros        | Gateshead, Marea Britanie    | 5   | echipe      | 14:36   |
| 1987 | Maratonul de la Amsterdam          | Amsterdam, Olanda            | 1   | maraton     | 2:36:21 |
| 1988 | Maratonul de la Tel Aviv           | Tel Aviv, Israel             | 1   | maraton     | 2:44:03 |
| 1989 | Maratonul de la Budapesta          | Budapesta, Ungaria           | 1   | maraton     | 2:37:01 |
| 1992 | Campionatul Mondial de Semimaraton | Tyneside, Marea Britanie     | 38  | semimaraton | 1:13:14 |
| 1992 | Campionatul Mondial de Semimaraton | Tyneside, Marea Britanie     | 3   | echipe      | 1:13:14 |
| 1992 | Maratonul de la Eindhoven          | Eindhoven, Olanda            | 1   | maraton     | 2:37:19 |
| 1993 | Maratonul de la Puteaux            | Puteaux, Franța              | 1   | maraton     | 2:34:38 |
| 1993 | Campionatul Mondial de Semimaraton | Bruxelles, Belgia            | 9   | semimaraton | 1:11:52 |
| 1993 | Campionatul Mondial de Semimaraton | Bruxelles, Belgia            | 1   | echipe      | 1:11:52 |
| 1994 | Maratonul de la Marrakech          | Marrakech, Maroc             | 1   | maraton     | 2:29:21 |
| 1994 | Maratonul de la Paris              | Paris, Franța                | 14  | maraton     | 2:36:37 |
| 1994 | Campionatul European               | Helsinki, Finlanda           | 3   | maraton     | 2:30:55 |
| 1994 | Campionatul Mondial de Semimaraton | Oslo, Norvegia               | 9   | semimaraton | 1:10:38 |
| 1994 | Campionatul Mondial de Semimaraton | Oslo, Norvegia               | 1   | echipe      | 1:10:38 |
| 1994 | Maratonul de la Lisabona           | Lisabona, Portugalia         | 1   | maraton     | 2:32:56 |
| 1995 | Semimaratonul de la Paris          | Paris, Franța                | 1   | semimaraton | 1:11:51 |
| 1995 | Maratonul de la Berlin             | Berlin, Germania             | 7   | maraton     | 2:34:10 |
| 1995 | Maratonul de la Lisabona           | Lisabona, Portugalia         | 5   | maraton     | 2:36:10 |
| 1996 | Semimaratonul de la Tokio          | Tokio, Japonia               | 4   | semimaraton | 1:11:20 |
| 1996 | Maratonul de la Torino             | Torino, Italia               | 4   | maraton     | 2:37:39 |
| 1996 | Maratonul de la Beijing            | Beijing, China               | 9   | maraton     | 2:37:36 |
| 1997 | Maratonul de la Belgrad            | Belgrad, Serbia              | 3   | maraton     | 2:38:26 |
| 1997 | Maratonul de la Istanbul           | Istanbul, Turcia             | 1   | maraton     | 2:34:39 |
| 1998 | Campionatul European               | Budapesta, Ungaria           | 26  | maraton     | 2:37:58 |
| 1998 | Maratonul de la Istanbul           | Istanbul, Turcia             | 2   | maraton     | 2:40:16 |
| 1999 | Maratonul de la Nagano             | Nagano, Japonia              | 6   | maraton     | 2:36:29 |
| 1999 | Maratonul de la Istanbul           | Istanbul, Turcia             | 1   | maraton     | 2:35:57 |
| 2000 | Maratonul de la Dubai              | Dubai, Emiratele Arabe Unite | 2   | maraton     | 2:40:58 |
| 2000 | Maratonul de la Hong Kong          | Hong Kong, China             | 3   | maraton     | 2:52:16 |
| 2000 | Maratonul de la Cleveland          | Cleveland, SUA               | 2   | maraton     | 2:35:07 |
| 2001 | Maratonul de la Duluth             | Duluth, SUA                  | 4   | maraton     | 2:37:11 |

1. 1 2 3  Adriana Barbu a fost a patra cea mai bună româncă, doar primele trei au primit o medalie.

## Recorduri personale
| Probă       | Performanță | Dată               | Locație   |
| ----------- | ----------- | ------------------ | --------- |
| Maraton     | 2:29:21     | 30 ianuarie 1994   | Marrakech |
| Semimaraton | 1:10:38     | 24 septembrie 1994 | Oslo      |